# 埃默斯阿克
埃默斯阿克，又译埃默萨克，是德国巴伐利亚州施瓦本行政区奥格斯堡县的一个市镇。总面积11.69平方公里，总人口1392人，其中男性706人，女性686人（2011年12月31日），人口密度119人/平方公里。

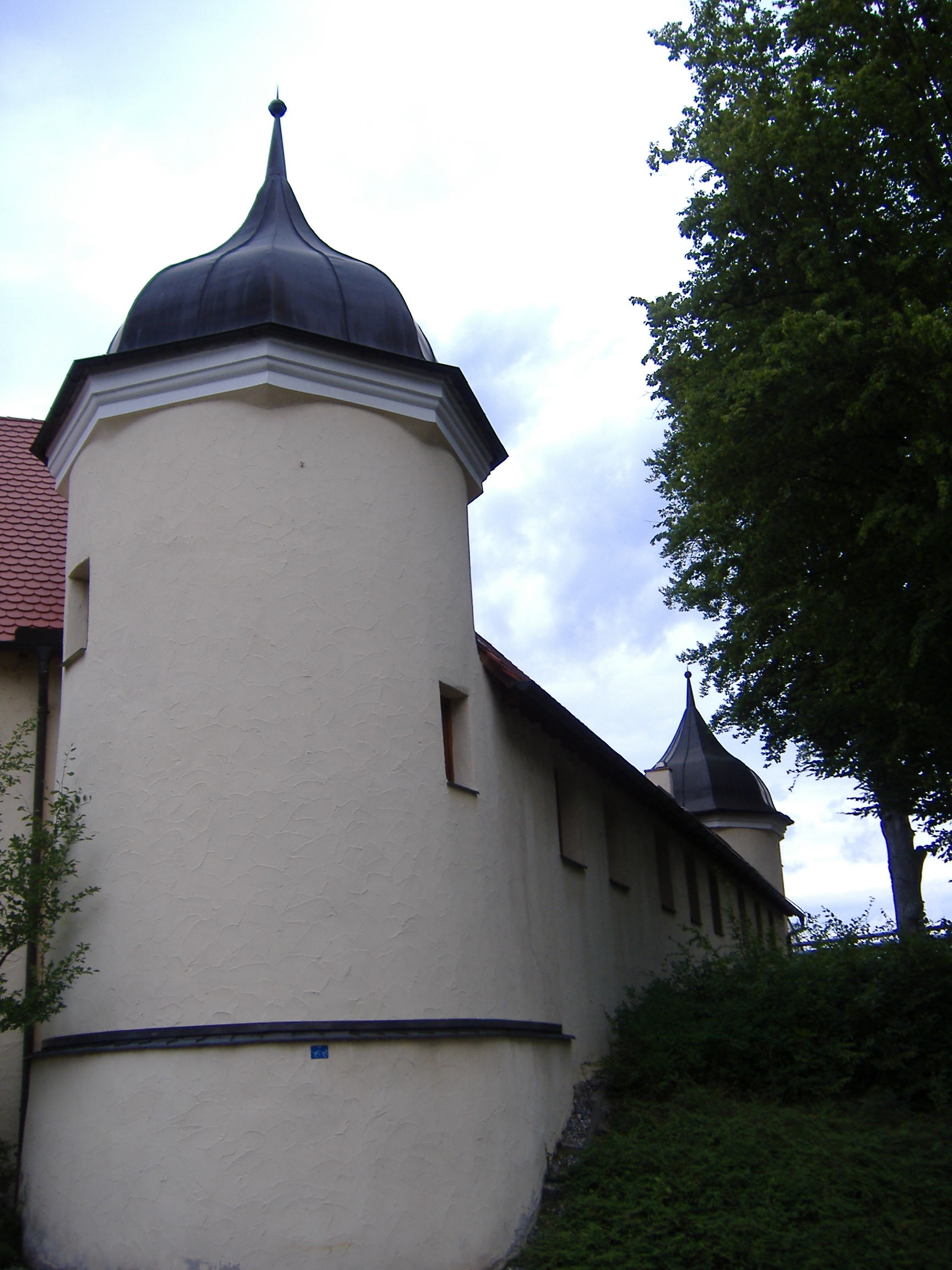
埃默斯阿克原富格宫殿的一角

## 地理
埃默斯阿克位于奥格斯堡西北约25千米处，奥格斯堡西部森林自然公园的边缘。镇内有三条小溪流过。

## 邻镇
埃默斯阿克北邻多瑙河畔迪林根县，东西南三边被奥格斯堡县围绕。由于埃默斯阿克南北向很拉长的形状它与许多镇交壤。
它与奥格斯堡县内黑雷茨里德（东）、邦施泰滕（南）、韦尔登（西）和旧明斯特（西）相邻。
与多瑙河畔迪林根县相邻的镇有楚萨马尔特海姆和劳格纳。

## 历史
埃默斯阿克是从一个农庄诞生的，最早可能是一个法兰克农庄。在文献中这个名字最早出现于1169年，一个海因里希·冯·埃默斯阿克作为证人在一份文献上签名。在1361年2月23日的一份文献上有有一个埃默斯阿克作为证人出现。1613年这个庄园被卖给富格尔家族。1658年它被规到富格尔家族的基金会中，1672年卖给鲁道尔夫·冯·绍姆堡。1688年它被卖给了三个奥格斯堡人，1700年又回到富格尔基金会。1803年神圣罗马帝国解散后埃默斯阿克属于巴伐利亚，1818年成镇。
今天在镇的中心仍有富格尔宫存在，从1966年开始富格尔基金会啤酒厂在这里。1989年镇把这座建筑买下翻修。从1993年开始市政府、俱乐部和一个音乐练习厅在这里。从1999年开始新的救火队建筑在这里，从2005年开始一个青少年中心也在这里开放。

## 政治
镇议会有12名成员。

## 镇徽
金色的底，上有蓝色的云状图形，银色红边的稻穗和蓝色的百合花。
镇旗为黄蓝白色。

## 俱乐部
埃默斯阿克最大的俱乐部是1905年成立的射击俱乐部和1924年成立的足球俱乐部。音乐俱乐部是1977年重新成立的。